# Myotis occultus
Myotis occultus is een zoogdier uit de familie van de gladneuzen (Vespertilionidae). De wetenschappelijke naam van de soort werd voor het eerst geldig gepubliceerd door Hollister in 1909.

## Voorkomen
De soort komt voor in Mexico en de Verenigde Staten.